# Bayerische Forstschule und Technikerschule für Waldwirtschaft Lohr am Main
Die Forst- und Technikerschule für Waldwirtschaft in Lohr am Main wurde 1888 unter dem Namen Waldbauschule Lohr als „Ausbildungsstätte für den Forstbetriebs- und Schutzdienst“ gegründet. Nach dem Ersten Weltkrieg 1922 geschlossen begann sie 1931 wieder als Forstschule Lohr mit der Ausbildung zum „unteren und mittleren Dienst der Staatsforstverwaltung“ für ganz Bayern. Das heutige Gebäude wurde 1937/38 errichtet. Von 1939 bis 1946 ruhte der Unterricht erneut kriegsbedingt. Nach der Errichtung der Fachhochschule Weihenstephan im Jahr 1973 diente sie hauptsächlich der internen Aus- und Fortbildung der Bayerischen Staatsforstverwaltung. 1981 wurde sie zur Bayerischen Technikerschule für Waldwirtschaft. Seit 2005 ist die Forstschule Lohr am Main zentrale Ausbildungsleitstelle für forstliche Nachwuchskräfte in Bayern und Fortbildungsleitstelle der Bayerischen Forstverwaltung in der Stadt mit dem zweitgrößten kommunalen Waldbesitz in Bayern.